# 秘魯南美航空
秘魯南美航空（西班牙語：LATAM Perú）也称秘魯拉塔姆航空，是一家總部位於秘魯利马的航空公司，也是智利国家航空的子公司，由母公司智利國家航空其49%股份，該航空公司的樞紐機場为豪爾赫·查韋斯國際機場。秘魯南美航空是秘魯國內业务佔有率最高的航空公司，其在秘鲁国内航空市场的占有率为73.4%。

## 历史
秘鲁南美航空的前身“秘鲁国家航空”公司成立于1998年8月。1999年7月2日，秘鲁国家航空公司开辟了从利馬豪尔赫·查韦斯国际机场飞往库斯科亚历杭德罗·韦拉斯科阿斯泰特国际机场及阿雷基帕罗德里格斯巴隆国际机场的航线。很快，秘鲁国家航空就发展成为了秘鲁国内新的主要航空公司。1999年11月15日，该公司开通了飞往迈阿密国际机场的国际航线。2002年9月，秘鲁国家航空成为智利国家航空公司的子公司。2004年，智利国家航空公司更名“国家航空公司”，秘鲁国家航空公司更名为“国家航空秘鲁分公司”。
随后，由于2010年母公司与巴西天马航空合并为南美航空集团，其公司名于2016年更为现名“秘鲁南美航空”。
截至2008年，该公司总运量已经达到350万人次，国内航班运量也已达到290万人次。

## 机队
截至2015年4月，秘鲁南美航空拥有以下飞机：

## 代码共享
截至2007年11月，秘鲁南美航空与以下航空公司签有代码共享协议。
- 阿拉斯加航空
- 美国航空
- 英国航空
- 伊比利亚航空
- 日本航空
- 大韩航空
- 墨西哥国际航空
- 澳洲航空
- 天马航空

### 南美航空集团
- 智利南美航空 （母公司）
- 阿根廷南美航空
- 哥伦比亚南美航空
- 厄瓜多尔南美航空